# Усть-Полазна
Усть-Полазна — бывшая деревня в Полазненском городском поселении Добрянского района Пермского края, расположенная на берегу Полазненского залива Камского водохранилища. В настоящее время статуса населённого пункта не имеет.

## Географическое положение
Деревня располагалась на берегу Камского водохранилища, в 1 км к юго-востоку от деревни Зуята. К югу от Усть-Полазной вдоль берега водохранилища тянулся лес. Грунтовая дорога вела из Усть-Полазны в Полазну вдоль берега, дорога с усовершенствованным покрытием шла в Полазну через Мохово.

## Население
Население Усть-Полазны по годам:
| 248 | 55 |

В 1979 году в деревне было 13 домов.

## Современное состояние
Хотя официального статуса Усть-Полазна в настоящее время не имеет, её территория по-прежнему застроена.